# Tolcsvay-trió
A Tolcsvay-trió magyar könnyűzenei együttes.

## Története
Az együttes 1967-ben alakult a Tolcsvay testvérekkel, Bélával és Lászlóval, valamint Balázs Gábor bőgőssel. A tagok 1965-ben már játszottak különböző alkalmi formációkban. Az 1968-as Ki mit tud?-on tűntek fel az Illés zenekar jóvoltából. 1969-ben a legnépszerűbb hat zenekar közé választották őket. Stílusukat kezdettől jellemzi a népzenei elemek felhasználása. 1970-től 1973-ig Tolcsvayék és a Trió néven működtek. 1972-ben a Tolcsvayék és a Trió című egyetlen önálló albumukon a három akkori legnépszerűbb énekesnő: Koncz Zsuzsa, Kovács Kati és Zalatnay Sarolta is énekel; ők hárman sem előtte, sem azóta  nem szerepeltek egyazon lemezen. Ugyanebben az évben Kovács Kati Autogram helyett c. nagylemezének zenei alapját készítették el, majd 1973-ig koncerten is kísérték az énekesnőt. Tagjai voltak a KITT-egyletnek, mely 1973-ig működött (Koncz Zsuzsa, Illés, Tolcsvayék és a Trio). Rendszeresen felléptek az Illés-klubban olyan slágerekkel, mint a Ne menj el, Boldogtalan vándor, Lány, akit nem ismerek, A Hold és a lány. 
1973 júniusában megszervezték és megrendezték az első magyar popfesztivált Miskolcon. Ettől az évtől újra mint Tolcsvay Trió léptek fel. Szerepeltek a Petőfi 73 és a Szép lányok, ne sírjatok c. filmekben is. 1976-ban Latinovits Zoltán előadóestjén működtek közre.
1979 novemberében a trió feloszlott, és a Tolcsvay testvérek megalakították a Tolcsvay-együttes formációt. Balázs később a Studio 11 tagja lett.
A 90-es évek közepén ismét összeálltak. 1992 óta Egri László a szólógitáros, Czipó Tibor a basszusgitáros. 
Emellett Tolcsvay Béla önállóan is fellép mint énekmondó. A dalok szövegét és zenéjét is Tolcsvay Béla írja.

## Diszkográfia

### Nagylemezek
- 1972 - Tolcsvayék és a Trió (MHV-Pepita – SLPX 17442), közreműködik Koncz Zsuzsa, Kovács Kati és Zalatnay Sarolta; a lemez szovjet kiadásának címe: Не плачь, дорогая („Ne sírj, kedvesem”)
- 1994 - Tolcsvay Trió (1968–69) (Hungaroton-Gong)
- 1994 - Tolcsvay Trió (1974–) (Hungaroton-Gong)
- 2002 - Thököly Klub élő (szerzői)

### Kislemezek
- 1968 - Boldogtalan vándor / Ne menj el (Qualiton – SP 555)
- 1969 - Esőben / Ősz (Qualiton – SP 580)
- 1969 - Új dal / Mese a barátomról (Qualiton – SP 660)
- 1970 - Egyszerű dal / Töhötöm (Qualiton – SP 679)
- 1970 - Drága lányok / A Hold és a lány (Pepita – SP 784)
- 1970 - Nálunk / Aki elment (Pepita – SP 788)
- 1971 - Koncz Zsuzsa: Várj, míg sötét lesz / Tolcsvayék és a Trió: Álmomban (Pepita – SP 853)
- 1971 - Mondd, mire vársz / A lány, akit nem ismerek (Pepita – SP 877)
- 1972 - Ha lenne pénzem / Ej, nagyon rég (Pepita – SP 929)
- 1972 - Bergendy: Úgy szeretném / Tolcsvayék és a Trió: Várj (Pepita – SP 70001)
- 1973 - Bódy Magdi: Szomorú srác / Tolcsvayék és a Trió: Csak egy kékszínű virág (Pepita – SP 70052)
- 1973 - Eljött a lány / Kérlek, jöjj velem (Pepita – SP 70072)
- 1974 - Tavaszváró / Nem kérdem én (Pepita – SP 70133)
- 1978 - Tolcsvay együttes: Tudom a leckét / Bódy Magdi: Boldog vagyok (Pepita – SPS 70303)
- 1980 - Mindig kék az ég / Évek óta úton vagyok (Pepita – SPS 70464)
- 1981 - Ihász Gábor és Heilig Gábor: Te és én / Tolcsvay együttes: Valahol talán (Pepita – SPS 70472)